# DriverPack Solution
DriverPack Solution (скор. DRP Su), (укр. ДрайверПа́к Солю́шен) — менеджер установки драйверів, призначений для автоматизації роботи з драйверами на платформі Windows ОС. Розповсюджується безкоштовно, по вільній ліцензії GNU GPL, з відкритим вихідним кодом.
Програма DriverPack Solution (раніше носила назви «Інтерфейс для установки драйверів» і «Driver Pack Autorun») розроблена в 2008 році російським автором Артуром Кузяковим, в період навчання в МІРЕА (Московський державний інститут радіотехніки, електроніки і автоматики), засновником однойменної компанії DriverPack Solution.
Як основний інструментальний засіб для написання програми використовувалися скриптові мови. БД (база даних) — стосовно особливостей програми трактується як база драйверів, являє собою набір пакетів драйверів (драйверпаків) — англ. DriverPacks. Драйверпак організовані за категоріями (в форматі 7z-архівів), на основі інформації про належність конкретного пристрою певної категорії обладнання, тобто представлені у вигляді каталогу пристроїв.
Ключовою особливістю програми є можливість роботи без підключення до Інтернету, що забезпечується наявністю власної offline-бази драйверів. DriverPack Solution надає широкі можливості по взаємодії користувача з драйверами / драйверпак, забезпечуючи при цьому інтуїтивно зрозумілий, «дружній» інтерфейс.
З моменту першої появи програми, в ході розвитку проекту, програма змінювалася багато разів, поряд з основними функціями менеджеру установки драйверів, був інтегрований ряд додаткових можливостей: моніторинг температури процесора, діагностика стану апаратних вузлів комп'ютера, спеціалізований інтернет-сервіс DevID, розширені функції встановлення та оновлення драйверів; поліпшений інтерфейс програми.

## Можливості програми
- DriverPack Solution автоматично проводить впізнання обладнання, встановлює відповідність між знайденими пристроями і наявними в базі драйверами;
- Забезпечує можливість установки / переустановки / оновлення драйверів;
- Передбачені засоби пошуку в інтернеті відсутніх в базі драйверів, з використанням сервісу DevID;
- Підтримання бази драйверів в актуальному стані, шляхом регулярного оновлення бази драйверів;
- Моніторинг та діагностика стану основних елементів апаратної частини комп'ютера (процесор, жорсткі диски, оперативна пам'ять);
- Моніторингу активності антивіруса та актуальності його сигнатур;
- Можливість інтегрувати в базу драйверів альтернативні драйверпак;
- Програма надає ряд функціональних особливостей з урахуванням потреб і компетенції користувача. У DriverPack Solution передбачений «експертний» режим роботи програми, що визначає поведінку програми і взаємодія з користувачем.

До додаткових можливостей менеджера відноситься інтегрована можливість установки додаткового програмного забезпечення (браузери, кодеки та ін.)

## Нагороди
- Розробник програми Артур Кузяків став переможцем конкурсу молодих інноваторів «Інноваційний потенціал молоді-2010» за проект «Програма для автоматичної установки драйверів».[3][4]
- Срібна медаль і почесний диплом Московського міжнародного салону винаходів та інновацій «Архімед-2010» за проект «Програма для автоматичної установки драйверів».[3][4]
- Програма DriverPack Solution була визнана найперспективнішим проектом з точки зору «завершеності продукту та бізнесу як такого» за підсумками оцінки експертною комісією, до складу якої увійшли представники компаній «Мегафон», «МТС», «Росатом», ВАТ «Ситроникс», концернів «Вега», «Радіотехнічні та інформаційні системи», ВАТ «Інтелект Телеком», очолив комісію заступник міністра зв'язку і масових комунікацій Ілля Массух. Фахівцями провідних компаній оцінювалися опрацьованості і перспективності понад 30 проектів за напрямком «Інформаційні технології», з числа яких DriverPack Solution посів першу позицію.[5]

## Історія розвитку проекту
На момент появи програми «Інтерфейс для установки драйверів» (рання версії DriverPack Solution) системними адміністраторами та іншими комп'ютерними спеціалістами стали використовуватися драйверпак — архіви драйверів об'єднують в собі безліч драйверів для різних пристроїв. Спочатку драйверпак були призначені для інтеграції їх в дистрибутиви Windows, що дозволило відмовитися від інсталяторів одиничних пристроїв, маючи необхідні драйвери в комплекті, за рахунок того, що пристрої тепер визначалися системою автоматично з інтегрованого драйверпак. Постійне оновлення драйверпаков вимагало регулярного поновлення і створення нових збірок дистрибутивів Windows. У зв'язку з цим використання драйверпаков, як самостійного каталогу драйверів придбало перевагу, відносно, інтеграції їх в дистрибутив Windows.
8 листопада 2006, з появою нової операційної системи Windows Vista від компанії Microsoft, публічний реліз якої для кінцевих користувачів відбувся 30 січня 2007 року. Для всіх користувачів попередніх версій Windows ОС «гостро» стояла задача поновлення та пошуку драйверів для переходу між операційними системами лінійки Windows.
Кузяков запропонував рішення, яке спрощувало реалізацію завдання взаємодії користувача з драйверами, розробивши програму для «Інтерфейс для автоматичної установки драйверів».
1 травня 2008, напередодні «травневих» свят, Артур Кузяків, будучи студентом четвертого курсу IT-факультету МІРЕА, розробив програму '«Інтерфейс для установки драйверів»'. Програма була написана Кузяковим для центру комп'ютерної допомоги «03compu.ru», де він працював системним адміністратором. Програма являла собою спрощену версію менеджера установки драйверів, відрізнялася простотою використання і надавала інструментарій для забезпечення взаємодії користувача з драйверами, визначивши альтернативу стандартному «Диспетчер пристроїв» Windows. Програма була спрямована на вирішення рутинних, з точки зору користувача дій з встановлення драйверів, за рахунок автоматичного визначення і розпізнавання пристроїв, встановлених в системі.
23 червня 2008 на форумі «forum.OSzone.ru» вперше відбулася публікація першої β-версії програми. Програма поширювалася безкоштовно і була доступна для вільного скачування в інтернеті. Учасники форуму зустріли програму «Інтерфейс для установки драйверів» «негативно», в ході виниклого щодо виходу програми на форумі обговорення програма отримала ряд негативних відгуків.
Кузяків за підтримки центру комп'ютерної допомоги «03compu.ru» продовжив роботу над програмою, в процесі чого програма змінювалася численні зміни, і неодноразово виходила в нових ревізіях. Що багато в чому сприяло подальшому розвитку і становленню проекту. Наступні версії програми, з другої по восьму β-версію включно, не мали офіційного датування релізів, проте, регулярно публікувалися автором в інтернеті, а також самостійно використовувалася в ході роботи адміністратором. Починаючи з другої версії по восьму включно програма виходила під назвою Driver Pack Autorun, для визначення версії програми використовувалось позначення «Beta X», де X — порядковий номер версії.
В 'Beta 2' був реалізований режим роботи програми «розумна» установка. Режим роботи «розумна» установка забезпечив розпакування необхідних в системі драйверів, виключаючи всі інші драйвери. Була перероблена структура бази даних Dev_ID. Структура бази даних стала містити імена та шляхи до файлів драйверів. Також в програмі був виправлений ряд недоробок.
[[Файл:  | thumb | left | upright | 320px | Driver Pack Autorun (DriverPack Solution) Beta 3]]
Версія 'Beta 3' відрізнялася поліпшеним інтерфейсом за рахунок розширення графічного відображення вже встановлених і відсутніх в системі драйверів. Вперше в новій версії з'явилася можливість перемикання між режимами роботи програми: «Розумна», «Повна» і «Ручне». Виправлено велику кількість помилок парсинга (англ. parsing) драйверпаков.
Основною зміною версії 'Beta 4' стала можливість автоматичного оновлення драйверпаков через сайт «03compu.ru».
Нову версію 'Beta 5' відрізняли доданий режим «Вибір», що дозволяє вибрати зі списку драйвер підлягає установці; автоматичне очищення папки «.. \ temp» після виходу з програми, щоб уникнути накопичення файлового «сміття»; поліпшення інтерфейсу, в рамках якого вікно програми було приведено до стандартного вигляду діалогового вікна Windows (з можливістю переміщення і закриття). Іншими важливими змін Beta 5 стали перероблений режим «Розумна» установка. Тепер розпаковується все драйверпак відповідні знайденим в системі пристроїв, а не перший знайдений, як це було раніше. Був поліпшений алгоритм визначення драйвера аудіопристроїв UAA, крім того в папці «.. \ drp» тепер можуть зберігатися драйверпак з вихідним ім'ям (тобто виключена необхідність перейменування драйверпаков відповідно до шаблонами імен) та інші поліпшення.
В 'Driver Pack Autorun Beta 6' був змінений дизайн менеджера, вперше за довгий час. З'явився режим роботи «Оновлення баз», додана кнопка «Оновити», для повторного перевизначення встановлених в системі драйверів, передбачена можливість відключення автоматичного поновлення драйверпаков. Реалізовано механізм автоматичного поновлення вікна програми для відображення встановлених драйверів, по завершенню процесу установки. Поліпшено можливості в роботі з кодом програми, у тому числі винесення змінних в єдиний конфігураційний файл ( tools \ config.js), передбачена можливість визначення числа одночасно розпаковувати файли (змінна instRunMax), а також можливість зміни розміру тексту на кнопках (змінна button_text_size). Виправлена робота автоматичного оновлення, деякі помилки в роботі ручного режиму, а також ряд лексичних помилок. Були внесені зміни в інтерфейс програми: режим «Розумний» перейменований в «Інтелектуальний», «Вибірковий» в «Ручний», а «Ручний» отримав назву «Розпакування»; покращено оновлення кнопок, виключаючи присвоєння однакових статус-станів (іконок). Крім того включена автоматична пересилання журналів помилок (log-файлів) на сервер «03compu». Усунені прив'язки до регістру назв і до розташування архівів.
[[Файл:  | thumb | 320px | Driver Pack Autorun (DriverPack Solution) Beta 3]]
Після деякого часу з моменту публікації 6-й версії програми, за участю групи ентузіастів, вийшла чергова сьома версія, яка отримала назву 'Driver Pack Autorun Beta 7'. Особливістю нової версії стали розширені функціональні можливості, а також «кардинально» перероблений інтерфейс програми. В Beta 7 експериментально була включена підтримка ОС Windows Vista. Додані опції «Примусова установка» і «Тиха установка». Автоматичне визначення необхідності установки драйвера аудіопристроїв UAA, і додавання відповідної кнопки для установки. Виправлена помилка, яка відбувалася при натисканні на кнопку «Посилання» і помилка «Немає доступу» в зв'язку із забороною системою зміни розмірів вікна. Покращена функція кнопки «Встановити все», використовується для запуску інсталювання невстановлених драйверів.
У наступному, 2009-му році, була випущена восьма версія програми під назвою 'Driver Pack Autorun Beta 8', але в оновленій ревізії. Функціональні можливості, якої залишалися незмінними, за винятком поліпшеного (спрощеного, з точки зору взаємодії користувача з програмою) режиму відображення і позначення драйверів. Версія Beta 8 відрізнялася від Beta 7 повну сумісність з операційною системою Windows Vista. В обробці імен до архівів, для визначення належності драйверпаков до OC Windows Vista було введено позначення, у формі ключового слова «(Vista)». У рамках покращення інтерфейсу програми була передбачена можливість відображення імені архіву (драйверпак) при наведенні на відповідну кнопку і автоматичне оновлення статус-станів (іконок) кнопок після завершення процесу оновлення. У числі інших змін була виправлена помилка при розпакуванні архівів містять символ «.» (Точка) в імені файлу (un7zip.cmd).
В інтернет-співтоваристві Росії та Україні відбувається зростання популярності програми, за оцінкою автора, до того часу був подоланий рубіж в ▲ 10 тис. активних користувачів.
Проект стрімко розвивався, відкритий код дав можливість численним ентузіастам приєднатися і взяти участь у розвитку та просування проекту.
16 липня 2009 на громадських засадах до проекту підключається група професійних програмістів з числа ентузіастів інтернет спільноти DriverPack Solution, які спостерігали за розвитком проекту.
[[Файл: |thumb|left|upright|320px|DriverPack Solution 9]]
5 вересня 2009 програма була перейменована в DriverPack Solution, одночасно з появою принципово нової 9-ї версії менеджера, який отримав назву 'DriverPack Solution 9'.
17 червня 2009 відбулося відкриття офіційного сайту www.drp.su, на базі якого було організовано та запущено форум (www.forum.drp.su), спрямований на підтримку і просування проекту.
У вересні 2009-го програмою зацікавилися редактори найбільших друкованих IT-видань «Chip» і «Залізо». 1 вересня 2009 DriverPack Solution був опублікований в журналі «Залізо», на прикладеному до випуску диску. Версія програми отримала назви «DriverPack Solution Залізо Edition». У жовтневому номері журналу «Chip» DriverPack Solution також була присвячена новинна замітка.
27 жовтня 2009 на форумі програми DriverPack Solution одним з учасників форуму вперше була опублікована β-версія довідкового керівництва 9-ї версії DRP Su в форматі «.Chm». Поява першого довідкового керівництва викликало активне обговорення, і послужило основою для написання згодом довідкового керівництва DriverPack Solution 10.
10 січня 2010 було оголошено про запуск нової версії сайту www.drp.su. Нова версія сайту відрізнялася значним чином зміненим дизайном та інтерфейсом, де були перероблені зміст і структура, здійснено оновлення і наповнення новими матеріалами. На сайті був інтегрований «конструктор», який дозволяв користувачам при скачуванні менеджера самостійно, залежно від індивідуальних потреб, формувати базу архівів драйверів. В оновленій версії сайту програма DriverPack Solution придбала новий офіційний логотип.
1 лютого 2010 було оголошено про початок продажів ліцензійних дисків DriverPack Solution, одночасно відбувся реліз 'DriverPack Solution 10', поширення якої здійснювалося виключно продажем дисків.
25 лютого 2010 програма DriverPack Solution отримала офіційне свідоцтво про державну реєстрацію програми для ЕОМ (електронно-обчислювальних машин).
1 березня 2010 було оголошено про початок безкоштовно поширення DriverPack Solution 10. З цього моменту 10-я версія стала доступна для безкоштовного скачування, реліз якої відбувся 1 лютого на ліцензійних дисках з дистрибутивами DriverPack Solution 10, поширення програми до березня 2010 року здійснювалося також виключно на ліцензійних дисках.
28 березня 2010 було оголошено про запуск інтернет-сервіса DevID, який вніс суттєві зміни в функціональні можливості програми, забезпечивши, тим самим, менеджер установки новими унікальними інструментами пошуку драйверів, в разі відсутності таких у базі драйверів програми. DevID являє собою самостійний online-сервіс, можливості якого інтегровані в DriverPack Solution.
Проект отримав широкий розголос і в квітні 2010 року за даними автора програми, число щомісяця запускаються копій DriverPack Solution досягло ▲ «більш 1000000 користувачів (за даними статистики системи оновлення)».
26 травня 2010 на сайті DriverPack Solution була запущена партнерська програма по продажу DVD-дисків DriverPack Solution 10. Відповідно до концепції партнерської програми, партнери повинні були займатися популяризацією програми, за допомогою розповсюдження інформації про програму із зазначенням індивідуальних партнерських посилань для переходу на сайт DriverPack Solution. У разі купівлі користувачами, зайшли по партнерському посиланню, DVD-диска або технічної підтримки з кожної проданої копії, партнерам здійснювалися виплати в розмірі 20 % від повної вартості.
У липні 2010 року на сайті програми був запущений каталог драйверів, де випала нагода перевірити наявність і завантажити в базі програми необхідні для конкретного пристрою драйвери (материнської плати, звукової карти, відеокарти, модему, web-камери тощо). У каталозі драйвери організовані за категоріями і виробникам устаткування.
З виходом нових версій оновлювалися і доповнювалися бази драйверів, за словами розробника, поліпшувався і оптимізувався рушій установки драйверів.
15 серпня 2010 відбувся запуск «Каталогу ноутбуків», який дозволив користувачам завантажувати драйвери для своїх ноутбуків окремо, без використання драйверпаків.
29 жовтня 2010 відбувся реліз 'DriverPack Solution 10.6'.
24 березня 2011 вийшла нова версія 'DriverPack Solution 11'.
Станом на липень 2011 року програмою скористалися понад ▲ 10000000 чоловік.
1 липня 2011 було оголошено про вихід 'DriverPack Solution 11.8', реліз якої був приурочений до святкування «Дня системного адміністратора».
18 грудні 2011 року обмеженому числу користувачів з числа спільноти DRP Su, відібраних випадковим чином, була надана можливість звантажити нову версію 'DriverPack Solution 12', офіційний реліз якої був намічений на лютий 2012 року. 23 грудня того ж року було оголошено про запуск проектом промо-акції, в рамках якої всім охочим було запропоновано взяти участь у конкурсі, за результатами конкурсу переможці отримували можливість звантажити нову версію DRP Su, а також VIP-підписку на отримання оновлень.
10 березня 2012 на сайті проекту DRP Su була опублікована 12-я версія менеджера 'DriverPack Solution 12.3 Light'.
Через два дні, 12 березня 2012 була випущена повна версія 'DriverPack Solution 12.3 Full', відрізняється від попередньої версії наявністю оновленої бази драйверів.

## Версії програми

### DriverPack Solution 9
DriverPack Solution 9. Головними особливостями нової версії стали помітно підвищена швидкість роботи менеджера, а також новий інтерфейс. У число ключових нововведень також увійшла мультимовність програми, був інтегрований мовної модуль з підтримкою 7 мов, в число яких увійшли англійська, українська, німецька та ін. Істотно змінилася організація списків драйверів, всі драйвери тепер представлені у вигляді каталогу і рознесені по категоріях відповідно до приналежності до конкретного типу обладнання. Відображення драйверів у списку доповнилося графічними ярликами для позначення типів обладнання. Каталог драйверів став зручним інструментом взаємодії з драйверпак, за рахунок впровадження нової структури організації драйверів у вигляді списків, в яких міститься вся необхідна інформація про драйверпак і конкретних драйверах. З'явилася нова панель управління програмою, за рахунок чого інтерфейс став більш компактним і зручним.

### DriverPack Solution 10
DriverPack Solution 10, ключовим нововведенням якої стала мультиплатформеність — в програмі була реалізована підтримка 64-х (x86-64) розрядних систем Windows. Іншими значними особливостями 10-й версії стали: можливість оновлення вже встановлених драйверів, визначення програмою температури процесора, додані спливаючі підказки і «інфо-блок», а також додані гарячі клавіші. Для спрощення звернення користувачів за технічною підтримкою була розроблена нова система створення звітів про помилки. Тепер для того щоб відправити розробникам всю необхідну системну інформацію досить відзначити відповідні пункти у формі вікна «звіт про помилку». За суб'єктивними оцінками в DriverPack Solution 10 збільшилася швидкість обробки даних програмою. У новій версії була розширена мовна підтримка (11 мов), з автоматичним визначенням програмою мови OC системи користувача.

### DriverPack Solution 10.6
Основними відмінностями від попередніх версій стали оптимізація і спрощення інтерфейсу менеджера, була значно збільшена швидкість запуску і роботи програми. У число змін інтерфейсу програми увійшли оптимізація відображення програми при вирішенні 640x480 пікселів; був доданий новий прогрес-бар (індикатор стану), який відображає стан процесу установки; була реалізована підтримка морфології мов. Спрощення інтерфейсу було досягнуто шляхом відмови від додаткових кнопок на панелі управління для взаємодії з програмою, тепер для роботи менеджера використовуються дві основні кнопки «Встановити все» і «Оновити все». В 10.6 було введено автоматичне створення «контрольної точки відновлення» перед кожною операцією з драйверами. Інтегрована нова функція автоматичного продовження установки драйверів, що не мають цифрового підпису Microsoft. У новій версії були оновлені і оптимізовані бази драйверів, до складу яких були додані 2500 драйверів для принтерів від Hewlett Packard. Виправлена помилка, що викликається некоректним драйвером «AMD PCI Express», що призводить до виникнення конфліктів обладнання.

### DriverPack Solution 11
Головним нововведенням DriverPack Solution 11 став новий рушій установки драйверів. В 11-й версії були оновлені бази драйверів, реалізована функція установки додаткового програмного забезпечення; внаслідок чого створення програмою контрольних точок відновлення, на відміну від попередньої версії, поширилося і на установку програмного забезпечення. Програма відрізнялася поліпшеним алгоритмом визначення температури процесора, а також була інтегрована функція визначення встановленого на комп'ютері користувача антивірусного програмного забезпечення.

### DriverPack Solution 11.8
Оновлена версія DriverPackSolution — сервісний випуск, який відрізнявся розширеною і оновленою базою драйверів. У DriverPack Solution 11.8 був виправлений ряд недоробок, а також оновлені файли додаткових програм.

### DriverPack Solution 12
DriverPack Solution 12 отримала велике число різних нововведень. У першу чергу, нова версія програми відрізняється новими функціями: «Бекап драйверів» і «Діагностика комп'ютера».  «Бекап драйверів» передбачає створення резервної копії драйверів встановлених в системі, а також забезпечує можливість створити драйверпак спеціально під конфігурацію комп'ютера, на якому виконується програма. Функція «Діагностика комп'ютера» дозволяє здійснювати моніторинг та діагностику основних елементів апаратної частини комп'ютера (процесор, жорсткі диски, оперативна пам'ять). Для забезпечення стабільності роботи програми розробниками була інтегрована функція «Скарга на драйвер», яка дозволяє оповістити про наявність в базі драйвера, що призводить до збоїв в роботі системи. У число загальних змін увійшов новий алгоритм визначення імені комп'ютера або материнської плати, а також функція визначення програмою версії BIOS.
Поряд з іншими особливостями 12-й версії, програму відрізняє оновлений антивірусний контроль, з функцією моніторингу активності антивіруса та актуальності його сигнатур. А так же функція перевірки «портативної» версією антивіруса.

### DriverPack Solution 12.3
12.3 — це сервісний випуск менеджера. У ньому виправлені помилки в коді продукту і підвищена стабільність роботи програми. У новій версії програми усунуті виявлені вразливі місця, ліквідовані помилки, які призводили до краху програми, розширено багатомовний інтерфейс (до 28 мов), у тому числі внесено ряд змін у файли локалізації та оптимізовані DRP Su компоненти, що входять до складу продукту.
Версія 12.3 була представлена в двох ревізіях Light і Full. Light — полегшена версія програми, розміром 7 мегабайт, в якій відсутня база драйверів. Версія Full відрізняється від попередньої Light-версії наявністю оновленої бази драйверів.

## Цікаві факти
З моменту першої появи в інтернеті до вересня 2009 року DriverPack Solution не мала єдиної назви, і з причини того, що програма розповсюджується з відкритим вихідним кодом, стали виходити численні альтернативні збірки (клони) DRP Su під іншими назвами, такі як ChipXPDriverPack, ZverDriverPack, SamDrivers, XTreme.DriverPacks, BEST Driver Packs, Cobra Driver Pack. Альтернативні збірки повністю базуються на випусках DriverPack Solution і копіюють можливості програми, за винятком змін внесених авторами альтернативних збірок.